# ForYouAwards
Les ForYouAwards sont une récompense destinée à récompenser les créateurs de contenus créée par l'agence de communication Sleeq et le média Le Guide Ultime.  La première édition a eu lieu le 19 Septembre 2022 au Théâtre du Châtelet.

## Éditions

### 2022
Les ForYouAwards ont été pensés comme la première soirée de remise de prix pour créateurs de contenus digitaux, par Adrien Caupin, le cofondateur de l'agence de communication Sleeq, Victor Habchy et Nora Barault, cofondateurs du Guide Ultime.
L'édition 2022 est mise en scène par Rodolph Nasillski et écrite par Victor Habchy et Clément Leblanc. Elle  se déroule le 19 septembre 2022 au Théâtre du Châtelet à Paris,,.
Elle est sponsorisée par Meetic, YouTube, Coquillettes, Jellysmack et le CNC.
En quelques semaines, le compte TikTok des ForYouAwards a fédéré plus de 140 000 abonnés TikTok.

#### Artistes présents
- Black M
- Tayc

#### Palmarès
Ci-après, les lauréats et nommés cette année, :
| Catégorie      | Lauréat(e)                      | Nommés |
| -------------- | ------------------------------- | --- |
| Food           | FastGoodCuisine                 | - Diego Alary - Eva Guess - Chef n Zem - Poopiblh - Whoogys - Xavier Pincemin - Chunky Cooker - Angelica Patisserie                                      |
| Humour         | Cyril Schr                      | - Noholito - Evacstt - Batzair - Théobabac - Alizée Yt - Logfive - Felicieakafee - Totoche - Bob Dylem - Poqssi - Djaysonkaravane - Adele Tsy - Solalala |
| Fiction        | Antton Racca                    | - Batzair - Val Vitti - Dylan Dsb - Enora Hope - Monsieur Pof - Olivier Hude - Shayvise - Suillaud - Caro Ambrosini                                      |
| Lifestyle      | Rose Thr                        | - Paola Locatelli - Sami Loft - Vincent Nadal - Nourhene - Fitclaire - Romy - Esther Luxey - Lenna Vivas                                                 |
| Academy        | Monsieur Astuces                | - Whatsup World - Charlie Haid - Docteur Iza - Masdak - Alexandre Calvez - Clément Vannier (cklemss9) - Verbozz - Carla Valette                          |
| Danse          | Théma Yorou (tmacrush_officiel) | - Yvana Landria (yvatuspam) - Jikamanu - Bboy Rominou - Whoxver - Salif Gueye - Théo Landji - Léa Elui - Camille La Danseuse                             |
| Sport          | Yoanna Freestyle                | - Tibo InShape - Hoani B - Sean Freestyle - Jaddelf - Joachim Coabra (Iamjoaskills) - Simon Noguiera - Vintage Tran - Brutus le robuste - Juju Fitcats   |
| Musique        | Morgan Offmusic                 | - Joyca - Bianca Costa - Youssgang - Dj Bens - Ogee - Berywam - Ibepds - Laura Chanteuse                                                                 |
| Beauty         | Rose Lucyy                      | - Pewiyard - Fabian Crfx - Meryl - Nourbenh - Skincarebysamy - Lisa Bpro - Came Make Up - Cilia Ghass                                                    |
| Mode           | Cassandra Cano                  | - Pierre Pain Chaud - Mademoiselle Imanne - Lythan Cottaz - Station V - Louise Rgt - Zoe Htq - Tifany Wallemacq - Minime                                 |
| Duo            | Nicocapone Comedy               | - Booshra Off - Camisandra - Le20veineux - Chrisjoyz - Krimsow Off - Spectracious - Vincent Nadal / Manon Pasquier - Harutlio                            |
| Entertainment  | Benoit Chevalier                | - Étienne Ca (Daetienne) - Elise Cm - Roman Doduik - Isma B4c - Louka M - Superboumj - Ophenya - Akamz (en) - Tuvok 12 - Stephfou7 - The Luciole         |
| Shorts         | Lenna Vivas                     | - Adorfamily - Simba Qs - Nasdas - Ophenya - Explore Media - Loufitlove - Maddys Healthy - Axel Wino                                                     |
| Prix du Public | Fleur Fratacci                  | - Caro Ambrosini - Milice Manga - Poopi Blh - Noé la Pinte - Yeux Ebenes - Oli et Monday (Ileauu) - Benoit Chevalier - Cilia Ghass - Carla Valette       |
| ForYou d'Or    | - Léna Situations - Squeezie    | - Michou - Hugo Decrypte - Mcfly et Carlito - Seb La Frite - Just Riadh - Natoo - Sananas - Enjoy Phoenix                                                |